# Acrocercops bifasciata
Acrocercops bifasciata är en fjärilsart som först beskrevs av Walsingham 1891.  Acrocercops bifasciata ingår i släktet Acrocercops och familjen styltmalar.
Artens utbredningsområde är:
- Kamerun.
- Malawi.
- Nigeria.
- Somalia.
- Sudan.
- Tanzania.
- Uganda.

Inga underarter finns listade i Catalogue of Life.